# アサヒグループホールディングス
アサヒグループホールディングス株式会社（英: Asahi Group Holdings, Ltd.）はアサヒビール、アサヒ飲料、アサヒグループ食品などを傘下に持つ持株会社である。東京都墨田区吾妻橋に本社を置く。
日経平均株価およびTOPIX Large70、JPX日経インデックス400の構成銘柄の一つ。

## 概要
日本の大手ビールメーカー4社（アサヒ・キリン・サッポロ・サントリー）が純粋持株会社となった。サッポロが2003年（平成15年）、キリンが2007年（平成19年）、サントリーが2009年（平成21年）に、その中でアサヒは最後まで事業持株会社を堅持していた。しかし社会情勢の変化により、2010年8月、アサヒが純粋持株会社制へ移行することを公表した（後述）。
白水会や住友グループ広報委員会のメンバーではないが、創業の地が大阪であったことと一時期住友銀行（現：三井住友銀行）から経営再建のため経営陣を送り込まれた関係上、住友グループの企業として扱われることが多い。かつては業績が悪く、銀行からの支援が必要不可欠であったため三代目から六代目社長まで住友銀行出向者が務めたが業績が回復してからは生え抜きが社長を務めている。

## 沿革
参照：

### 大日本麦酒
- 1889年11月 - 大阪麦酒会社を設立。社長は鳥井駒吉。
- 1891年10月 - 吹田村醸造所（現：アサヒビール吹田工場）竣工。
- 1893年2月 - 大阪麦酒株式会社に改組。
- 1906年3月 - 大阪麦酒・日本麦酒・札幌麦酒の3社合同により大日本麦酒株式会社[注釈 1]を設立。

### 朝日麦酒
- 1949年9月1日 - 過度経済力集中排除法に基づく旧大日本麦酒の後継会社の一つとして、朝日麦酒株式会社を設立[注釈 2]。
- 1949年10月 - 東証に株式を新規上場。
- 1949年11月 - 大証に株式上場。
- 1949年12月 - 名証に株式上場。
- 1954年8月 - ニッカウヰスキーに資本参加。
- 1962年5月 - 東京大森工場が竣工。
- 1964年4月 - 現地企業と共同で、北海道朝日麦酒（後の北海道アサヒビール）を設立。
- 1966年12月 - 飲料専用工場として、柏工場が竣工。
- 1972年3月 - 関連会社として、三ツ矢ベンディングを設立。
- 1973年4月 - 名古屋工場が竣工、ワインの販売開始。
- 1979年3月 - 福島工場が竣工。
- 1982年7月 - エビオス薬品工業を吸収合併。
- 1984年11月 - 財団法人アサヒ生活文化研究振興財団（現：アサヒグループ学術振興財団）を設立。
- 1986年1月 - コーポレートロゴを、現在の「Asahi」に変更。
- 1986年3月 - 住友銀行（現：三井住友銀行）出身の樋口廣太郎が社長に就任。
- 1988年10月 - 連結子会社として、アサヒビール飲料製造を設立。

### アサヒビール
- 1989年1月1日 - 初代アサヒビール株式会社に商号変更。
- 1989年3月 - 財団法人アサヒビール芸術文化財団（現：アサヒグループ芸術文化財団）を設立。
- 1989年12月 - 飲料専用工場として、明石工場が竣工。
- 1991年1月 - 茨城工場が竣工。
- 1992年3月 - 連結子会社として、アサヒビール食品を設立。
- 1994年1月 - 中国ビールメーカー等に資本参加（現地市場への本格進出）。
- 1994年3月 - 連結子会社として、アサヒビール薬品を設立。
- 1994年7月 - 北海道アサヒビールを吸収合併のうえ、北海道支社・北海道工場を開設[8]。
- 1995年12月 - 大手総合商社の伊藤忠商事と共同で、香港のビールメーカーのCSI Breweryの経営権を取得[9]。
- 1996年7月1日 - 飲料事業の再編を実施。アサヒビール飲料はアサヒ飲料に商号変更。

| ① アサヒビール飲料がアサヒビール飲料製造と、北陸アサヒビール飲料製造を吸収合併。 |  | ② アサヒビール飲料が、初代アサヒビールの飲料事業部門を吸収。 |

- 1997年10月 - グループ全体の研究開発拠点として、研究開発センター（同年9月に竣工）を開設。
- 1998年4月 - 米国法人として、Asahi Beer U.S.A., Inc.を設立。
- 1998年6月 - 四国工場が竣工。
- 2001年2月1日 - ニッカウヰスキーの発行済み全株式を取得[10]。
- 2002年5月 - 神奈川工場（従来の東京大森工場を統合）が操業開始。
- 2002年7月1日 - アサヒビール食品とアサヒビール薬品の合併により、アサヒフードアンドヘルスケア（アサヒF&H）を設立[11]。
- 2002年8月 - 同業のオリオンビールと包括的業務提携[12]。
- 2002年9月2月 - 同業の協和発酵工業（現：協和キリン）と、大手総合化学メーカーの旭化成より、それぞれの酒類事業を譲受[13]。
- 2003年7月 - 名証より上場廃止。
- 2004年4月 - 伊藤忠商事と、中国最大の食品メーカーの康師傅と共同で、中国に清涼飲料の合弁会社を設立[14]。
- 2005年3月 - 製薬会社の山之内製薬（現：アステラス製薬）より、健康食品メーカーのサンウエルの全株式を取得[15]。
- 2006年5月 - 国内最大のベビーフードメーカーの和光堂に対する株式公開買付け（TOB）が成立[16]。大手製薬会社の第一三共より、和光堂の株式60.14％を取得[17]。
- 2008年7月 - 大手フリーズドライ食品メーカーの天野実業の株式80.0％を取得[18]。
- 2009年4月 - オセアニア地域統括会社のAsahi Holdings (Australia) Pty Ltdが英国の大手食品メーカーのCadbury plcより、オーストラリア飲料事業のSchweppes Holdings Pty Ltdの全株式を取得[19]。
- 2010年8月10日 - 純粋持株会社体制に向けた分割準備会社として、（旧）アサヒグループホールディングスを設立。
- 2011年1月 - 韓国法人のヘテ飲料の保有分全株式を、現地財閥のLGグループに売却[20]。

### アサヒグループホールディングス
- 2011年7月1日 - 純粋持株会社体制に移行[21]。酒類事業を2代目アサヒビール（旧アサヒグループホールディングス）に分割の上、旧商号の初代アサヒビールから、（新）アサヒグループホールディングス株式会社に変更。
- 2011年8月 - ニュージーランド法人のAsahi Beverages (NZ) Ltd.[注釈 3]が、現地清涼飲料メーカーのCharlie's Group Ltdを友好的TOBで買収[22]。
- 2011年9月 - オセアニア地域統括会社のAsahi Holdings (Australia) Pty Ltdが、現地大手飲料メーカーのAsahi Beverages Australia Pty Ltd（旧社名のP&N Beverages Australia Pty Ltd.より変更）を買収[23]。
- 2011年9月 - オセアニア地域統括会社のAsahi Holdings (Australia) Pty Ltdが、ニュージーランド最大手のビールメーカーのFlavoured Beverages Group Holdings Ltd.の全株式を取得[24]。
- 2011年9月 - 杭州市法人の杭州ビールの全持分を、中国最大のビールメーカーの華潤雪花ビールに売却[25]。
- 2011年11月 - マレーシアの大手飲料メーカーのPermanis Sdn. Bhd.を買収[26]。
- 2012年1月31日 - オーストラリアの飲料水専業メーカーのMountain H2O Pty Ltdを買収[27]。
- 2012年10月1日 - 大手総合食品メーカーの味の素より、乳製品メーカーのカルピスの全株式を取得[注釈 4][28][29]。
- 2014年6月 - 東南アジア地域統括会社のAsahi Holdings Southeast Asia Pte. Ltd.がマレーシアの大手乳製品メーカーのエチカグループより、東南アジア子会社12社を買収[30][31]。
- 2014年11月14日 - 連結子会社のアサヒビールが、老舗料亭のなだ万の株式51.1％を取得[32][33]。
- 2015年2月13日 - 同年3月末をめどに、連結子会社のアサヒビールがユニゾン・キャピタル系のファンド等から、大手ワイン商社のエノテカの全株式を取得すると発表[34]。
- 2016年1月1日 - 飲料事業と食品事業をそれぞれ再編[35][36]。

　1. 飲料事業の再編
| ① 初代カルピスの国内事業部門を、2代目カルピス（旧社名のカルピスフーズサービスより変更）に統合。 ③ アサヒグループHDが初代カルピスの海外事業と、発酵応用研究の関連機能の一部を吸収。 |  | ② 初代カルピスの機能性食品事業と飼料事業を、アサヒカルピスウェルネスとして分社化。アサヒカルピスウェルネスを、アサヒグループHDの直接子会社に異動。 ④ アサヒ飲料が、分割後の初代カルピスを合併。 |

　2. 食品事業
| ① アサヒF&H、和光堂、天野実業の共同株式移転により、アサヒグループ食品を設立。 |  | ② アサヒF&H、和光堂、天野実業の製造機能を除く管理機能を、アサヒグループ食品に統合 |

- 2016年2月11日 - 英SABミラーより、ビラ・ペローニ、ロイヤル・グロールシュ、ミーンタイム（英語版）、英ミラーブランドの4事業の買収で基本合意したと発表した[注釈 5][37][38]。
- 2016年12月13日 - アンハイザー・ブッシュ・インベブより、旧SABミラーの保有する東欧5か国[注釈 6]のピルスナー・ウルケルなどの事業を買収[注釈 7][39]。
- 2017年7月1日 - 連結子会社のアサヒグループ食品がアサヒF&H、和光堂、天野実業の3社を吸収合併[40]。
- 2017年11月30日 - 連結子会社のエルビーを、投資ファンドのポラリス・キャピタル・グループに売却[41]。
- 2019年4月 - アサヒグループHDの基礎研究部門を、アサヒクオリティーアンドイノベーションズとして分社化[42]。
- 2019年7月19日 - アンハイザー・ブッシュ・インベブと、オーストラリアの酒類メーカーのカールトン&ユナイテッドブルワリーズ（英語版）の売買契約を締結。取得額は、160億オーストラリアドル[43]。
- 2021年1月1日 - 連結子会社のアサヒグループ食品が、アサヒカルピスウェルネスを吸収合併[44]。
- 2022年1月1日 - 日本事業の中間持株会社として、アサヒグループジャパンを設立。アサヒビール、アサヒ飲料、アサヒグループ食品などの国内事業会社を、アサヒグループジャパンに譲渡[45]。
- 2023年9月8日 - ジャニー喜多川の性加害問題を受け、ジャニーズ事務所のタレントを今後、広告や販促に起用しないと発表した。現時点の契約については、満了後は更新をしないと発表[46]。
- 2024年9月1日 - 連結子会社のなだ万の全株式を、ONODERA GROUPに売却（外食事業から撤退）[47]。
- 2024年9月1日 - 連結子会社のアサヒグループ食品が和光食品工業と、エフディを吸収合併[48]。
- 2025年2月6日 - 同年10月をめどに、連結子会社のアサヒプロマネジメントの株式80.0％を、総合コンサルファームのアクセンチュアに売却すると発表[49]。
- 2025年4月1日 - オセアニアと東南アジアの地域統括会社を統合[50]。
- 2025年5月1日 - 連結子会社のアサヒグループ食品が大手総合化学メーカーの帝人より、機能性食品事業のアサヒ目黒研究所（旧帝人目黒研究所）の全株式を取得[51][52]。

## 歴代経営者
大阪麦酒社長
- 鳥井駒吉（創業者）

大日本麦酒社長
- 馬越恭平：1906年3月 -
- 高橋龍太郎

朝日麦酒社長
- 山本爲三郎：1949年9月 - 1966年2月
- 中島正義：1966年2月 - 1971年2月
- 高橋吉隆：1971年2月 - 1976年3月
- 延命直松：1976年3月 - 1982年3月
- 村井勉：1982年3月 - 1986年3月
- 樋口廣太郎：1986年3月 - 1989年1月

アサヒビール社長
- 樋口廣太郎：1989年1月 - 1992年9月
- 瀬戸雄三：1992年9月 - 1999年1月
- 福地茂雄：1999年1月 - 2002年1月
- 池田弘一：2002年1月 - 2006年3月
- 荻田伍：2006年3月 - 2010年3月
- 泉谷直木：2010年3月 - 2011年7月

アサヒグループホールディングス社長
- 泉谷直木：2011年7月 - 2016年3月
- 小路明善：2016年3月 - 2021年
- 勝木敦志：2021年 -

## グループ会社
参照：

### 日本・東アジア
アサヒグループジャパン株式会社（「AGJ」、アサヒグループHD 100.0％）- 日本・東アジア事業の地域統括会社
【酒類事業】
- アサヒビール株式会社（AGJ 100.0%）- 大手ビールメーカー

| - エノテカ株式会社（アサヒビール 100.0%）- ワイン専門商社 - アサヒビールモルト株式会社（アサヒビール 100.0%）- 麦芽の受託加工等 - アサヒビールフィールド株式会社（アサヒビール 100.0%）- ビール粕の受託加工等 - 深圳青島啤酒朝日有限公司（アサヒビール 33.4%、Tsingtao Brewery Co., Ltd. 66.6）- ビールの製造販売 |  | - ニッカウヰスキー株式会社（アサヒビール 100.0%）- 総合酒類メーカー - アサヒドラフトマーケティング株式会社（アサヒビール 100.0%）- 酒類販売機器メーカー - 株式会社アサヒビールコミュニケーションズ（アサヒビール 49.0%、パソナグループ 51.0%）- BPO関連業務等 - Lotte Asahi Liqueur Co., Ltd.（韓国ロッテグループとの共同出資）- 酒類販売会社 |

- 朝日啤酒（中国）投資有限公司（AGJ 100.0%）- 中国・韓国子会社の統括

| - Asahi Beer Asia Limited（中国朝日啤酒 100.0%）- アジア地域販売会社 |  | - 臺灣朝日啤酒股份有限公司（中国朝日啤酒 100.0%）- 台湾のビールメーカー |

【飲料事業】
- アサヒ飲料株式会社（AGJ 100.0%）- 大手飲料メーカー

| - カルピス株式会社（アサヒ飲料 100.0%）- 乳製品等の製造販売 - ダイナミックベンディングネットワーク株式会社（アサヒ飲料 33.4%、ダイドードリンコ 66.6%）- 持株会社 - ダイドーアサヒベンディング株式会社（DBN 100.0%）- 清涼飲料水の販売業務受託 |  | - アサヒオリオン飲料株式会社（アサヒ飲料 80.0%、オリオンビール 20.0%）- 清涼飲料製品の販売等 - 台灣朝日飲料股份有限公司（アサヒ飲料 100.0%）- 台湾の飲料メーカー - Asahi Beverages America, Inc.（アサヒ飲料 100.0%）- 米国の飲料メーカー |

【食品事業】
- アサヒグループ食品株式会社（「AGF」、AGJ 100.0%）- 大手総合食品メーカー

| - アサヒ目黒研究所株式会社（AGF 100.0%）- 乳酸菌・納豆菌の製造販売 - Lelber GmbH（AGF 100.0%）- 欧州を中心とした調味料等の製造販売 - 河北朝日瑞琪生物科技有限公司（AGF 100.0%）- 中国のビール酵母メーカー |  | - アサヒフィールドマーケティング株式会社（AGF 100.0％）- アサヒグループ食品商品の店頭活動 - 台湾朝日食品有限公司（AGF 100.0%）- 台湾での健康食品等の通販事業 |

【物流事業】
- アサヒロジ株式会社（AGJ 100.0%）- 物流事業、倉庫業等

| - エービーカーゴ東日本株式会社（アサヒロジ 100.0%）- 東日本地域における物流事業等 |  | - エービーカーゴ西日本株式会社（アサヒロジ 100.0%）- 西日本地域における物流事業等 |

【コーポレート】
| - アサヒユウアス株式会社（AGJ 100.0%）- サステナブル商品の開発・販売等 - アサヒプロマネジメント株式会社（AGJ 100.0%）- シェアードサービス会社 |  | - アサヒビジネスソリューションズ株式会社（AGJ 49.0％、伊藤忠テクノソリューションズ 51.0%）- ICT事業 |

### 欧州
Asahi Europe and International, Ltd.（アサヒグループHD 100.0％）- 欧州事業の地域統括会社
【欧州】
| - Kompania Piwowarska S.A.（AEI 100.0%）- ポーランドのビールメーカー - Ursus Breweries SA（AEI 100.0%）- ルーマニアのビールメーカー - Dreher Sörgyárak Zrt.（AEI 100.0%）- ハンガリーのビールメーカー - Koninklijke Grolsch N.V.（AEI 100.0%）- オランダのビールメーカー |  | - Plzeňský Prazdroj, a.s.（AEI 100.0%）- チェコのビールメーカー - Plzeňský Prazdroj Slovensko, a.s.（AEI 100.0%）- スロバキアのビールメーカー - Birra Peroni S.r.l.（AEI 100.0%）- イタリアのビールメーカー - Asahi UK Ltd.（AEI 100.0%）- 英国のビールメーカー |

【北米】
| - Asahi Beer U.S.A., Inc.（AEI 100.0%）- 米国のビールメーカー |  | - Asahi Canada, Inc.（AEI 100.0%）- カナダのビールメーカー |

### アジアパシフィック
Asahi Holdings (Australia) Pty Ltd（アサヒグループHD 100.0%）- Asahi Beveragesの持株会社
Asahi Beverages Pty. Ltd.（Asahi HD Australia 100.0%）- アジアパシフィック事業の地域統括会社
【オセアニア】
| - Carlton & United Breweries Pty. Ltd.（Asahi Beverages 100.0%）- オーストラリアの酒類メーカー - Asahi Beverages (NZ) Limited（Asahi Beverages 100.0%）- ニュージーランドの酒類メーカー |  | - Asahi Lifestyle Beverages Pty. Ltd.（Asahi Beverages 100.0%）- オーストラリアの飲料メーカー |

【東南アジア】
- Asahi Holdings Southeast Asia Sdn. Bhd.（「Asahi ASEAN」、Asahi Beverages 100.0%）- 東南アジア事業の地域統括会社

| - Etika Beverages Sdn. Bhd.（Asahi ASEAN 100.0%）- マレーシアの飲料メーカー - Asahi Loi Hein Co., Ltd.（Asahi ASEAN 51.0%）- ミャンマーの清涼飲料メーカー |  | - Etika Dairies Sdn. Bhd.（Asahi Beverages 100.0%）- 東南アジアの乳製品メーカー |

### その他
- アサヒバイオサイクル株式会社（アサヒグループHD 100.0%）- 飼料の製造販売等

| - Asahi Bioscience, Inc.（アサヒバイオ 100.0%）- 米国の飼料メーカー |  | - 朝日佰赛可生物技术（上海）有限公司（アサヒバイオ 100.0%）- 上海市の飼料メーカー |

| - アサヒクオリティアンドイノベーションズ株式会社（アサヒグループHD 100.0%）- 研究開発 - Asahi Global Procurement Pte. Ltd.（アサヒグループHD 100.0%）- グローバル調達の戦略立案・管理業務 |  | - Asahi Group Beverages & Innovation, LLC（アサヒグループHD 100.0%）- 米国でのスタートアップ企業への投資業 |

### 提携・友好会社
- オリオンビール株式会社 - アサヒグループHDのグループ紹介には記載されていないが、提携関係にあるので便宜上記述する[54]。
- チョーヤ梅酒株式会社 - 上記のオリオンビール同様、アサヒグループHDのグループ紹介には記載されていないが、業務提携にあるので便宜上記述する[12]。

## 代表される商品
アサヒビール
- アサヒスーパードライ
- クリアアサヒ
- ブラックニッカシリーズ（ニッカウヰスキー）
- スーパーニッカ（ニッカウヰスキー）
- 竹鶴（ニッカウヰスキー）
- ジャックダニエル（輸入ウイスキー）
- 大五郎（焼酎）
- かのか（焼酎）

アサヒ飲料
- Wonda
- 三ツ矢サイダー
- ウィルキンソン
- 十六茶
- バヤリース
- ウェルチ
- カルピス（乳酸菌飲料）
- カルピスウォーター
- カルピスソーダ

アサヒグループ食品
- エビオス
- ミンティア
- 1本満足バー
- シッカロール（和光堂ブランド）
- フリーズドライ味噌汁（アマノフーズブランド）